# 1333
Cette page concerne l'année 1333  du calendrier julien. Pour l'année 1333 av. J.-C., voir 1333 av. J.-C.
L'année 1333 est une année commune qui commence un vendredi.

## Événements

### Asie
- 22 mai : chute de Kamakura, prise par Nitta Yoshisada. Après la victoire des loyalistes soutenus par le général Ashikaga Takauji sur les Hôjô, Go-Daigo Tenno restaure le pouvoir direct, et mythique, de l’empereur (Restauration de l’ère Kenmu)[1].
- 17 juillet : Go-Daigo, empereur du Japon, entre à Kyōto après s'être échappé des îles Oki. Début de son règne sans shôgun (jusqu'en 1336)[2].
- 19 juillet : début du règne de Toghan Tèmur, grand khan des Mongols (fin en 1368). Il succède à son frère Rintchenpal à l’âge de 13 ans[3]. La dynastie Yuan, déchirée par les querelles de succession, est sur le déclin. Les gouverneurs et les fonctionnaires du palais se livrent à des luttes intestines et l’empereur n’a pratiquement plus aucun moyen d’intervenir dans la situation politique et économique.
- 12 septembre : le voyageur Ibn Battûta, parti de La Mecque en septembre 1332, arrive en Inde après avoir traversé l'Asie centrale. Il est le premier à mentionner d’Hadji Tarkan (Astrakhan)[4].

- La Chine est victime de la sècheresse, de la famine et d'inondations, suivies par la peste en 1334. 5 millions de personnes meurent. La peste noire part de chine et se répand vers l’Ouest pour atteindre l’Europe en 1347[5].
- Le khan de Djaghataï Tarmachirin se convertit à la religion musulmane. Il contribue ainsi à la scission de l’empire djaghataïde. Les nomades de la région de l’Issyk-koul et de l’Ili voient dans son acte une trahison à l’égard des traditions gengiskhanides et des principes du Djasag[3].

### Europe

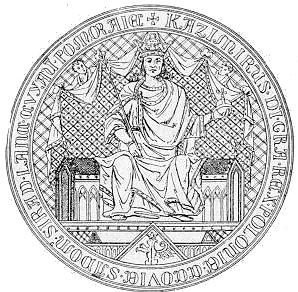
2 mars : Début du règne de Casimir III de Pologne. Il va unifier et renforcer le royaume de Pologne. Lors du congrès de Trenčín de 1335, en Slovaquie, il convainc le roi Jean Ier de Bohême de renoncer au trône de Pologne et de conclure la paix.

- 2 mars : mort de Ladislas le Bref[6]. Son fils Casimir III le Grand (Kazimierz Wielki, 1310-1370), dernier roi de la dynastie des Piast, lui succède sans difficultés (fin de règne en 1370).
- 15 ou 16 juin : Gibraltar est reconquis par le prince marocain de la dynastie mérinide Abd-el-Melek[7].
- 19 juillet : Édouard III d'Angleterre, qui soutient Edward Balliol, vainc le roi d’Écosse David II Bruce à la bataille de Halidon Hill[8].
- 26 septembre[9] : mariage de la future reine de Naples Jeanne Ire (1326-1382) avec son cousin André de Hongrie (1328-1345), qui devient alors duc de Calabre, fils de Charles Ier Robert, roi de Hongrie, et d'Élisabeth de Pologne.
- 1er novembre : grande inondation de Florence, décrite par le chroniqueur Giovanni Villani. La majorité des ponts sont emportés[10].
- Sièges de Gibraltar :
  - février à juin, troisième siège de Gibraltar ;
  - juin à août, quatrième siège de Gibraltar.

- Mal any primer : disette en Catalogne ; disparition d’un cinquième des Barcelonais[11].
- Charles IV de Luxembourg administre la Bohême pendant l'absence de son père Louis IV du Saint-Empire[12]. Roi en 1346, il abandonne la politique italienne de ses prédécesseurs pour se consacrer à la Bohême (fin en 1378).